# Callidulidae
I Callidulidi (Callidulidae Moore, 1877) sono una famiglia di lepidotteri presente in Africa, Asia e Oceania con 49 specie; sono gli unici rappresentanti della superfamiglia Calliduloidea Moore, 1877.

## Etimologia
Il nome della famiglia si ottiene da quello del genere tipo Callidula Hübner, 1819, a sua volta derivato dall'aggettivo latino callĭdŭlus, ossia "abbastanza ingegnoso".

## Descrizione
I membri di questa famiglia sono falene eteroneure appartenenti ai Ditrysia, con taglia media o medio-grande, dalle abitudini principalmente diurne; l'aspetto generale è alquanto simile a quello dei Papilionoidea, e in effetti analisi molecolari hanno evidenziato una prossimità filogenetica con questi ultimi, e in misura minore con i Pyraloidea, i Drepanoidea e i Geometroidea.
Anche la posizione verticale delle ali a riposo ("a vela") può far pensare immediatamente a quella di una farfalla, benché Griveaudia, al contrario, mantenga a riposo le ali in posizione "a tetto", come di solito accade per le falene.
I Callidulidae sono contraddistinti da sette caratteri apomorfici, definiti da Minet, tra cui soprattutto i primi tre appaiono particolarmente rilevanti: 1) zampa anteriore munita di una coppia apicale di robuste spine sul IV tarsomero, ma priva di spine sviluppate sul V tarsomero; 2) nel genitale maschile, presenza di un ponte sclerificato che unisce le valve ventralmente rispetto alla juxta; 3) nel genitale femminile, ovopositore appiattito e quadrilobato; 4) parte subapicale dell'antenna ripiegata, con l'apice rivolto verso l'alto; 5) ala anteriore con R4 che raggiunge il termen; 6) in entrambe le ali, M2 che ha origine più vicino a M3 che non a M1; 7) nel maschio, assenza di retinaculum subcostale, malgrado sia presente un frenulum.

### Adulto

#### Capo
Il capo può presentare dei "ciuffi" di scaglie piliformi.
Gli occhi rivelano la presenza di minutissime setole interommatidiali; gli ocelli sono ridotti ma presenti, tranne nelle Pterothysaninae; i chaetosemata sono ben sviluppati, e appaiono molto ampi in particolare nelle Callidulinae, con piccole scaglie inframmezzate alle setole sensoriali.
Nell'apparato boccale, i lobi piliferi sono sempre presenti, come pure la spirotromba, quest'ultima priva di scaglie e ben sviluppata (più corta solo nelle Pterothysaninae). I palpi mascellari sono ridotti. I palpi labiali sono trisegmentati, col II articolo di solito diritto o ascendente, mentre il III articolo è spesso diritto e termina con un organo di vom Rath ben definito.
Le antenne sono filiformi o al massimo lievemente clavate, ma mai pettinate; negli esemplari essiccati, spesso l'apice è uncinato; il flagello è provvisto di scaglie sulla superficie dorsale, talvolta anche su quella ventrale ma solo nella parte prossimale; i sensilli tricoidei sono di lunghezza ridotta.

#### Torace

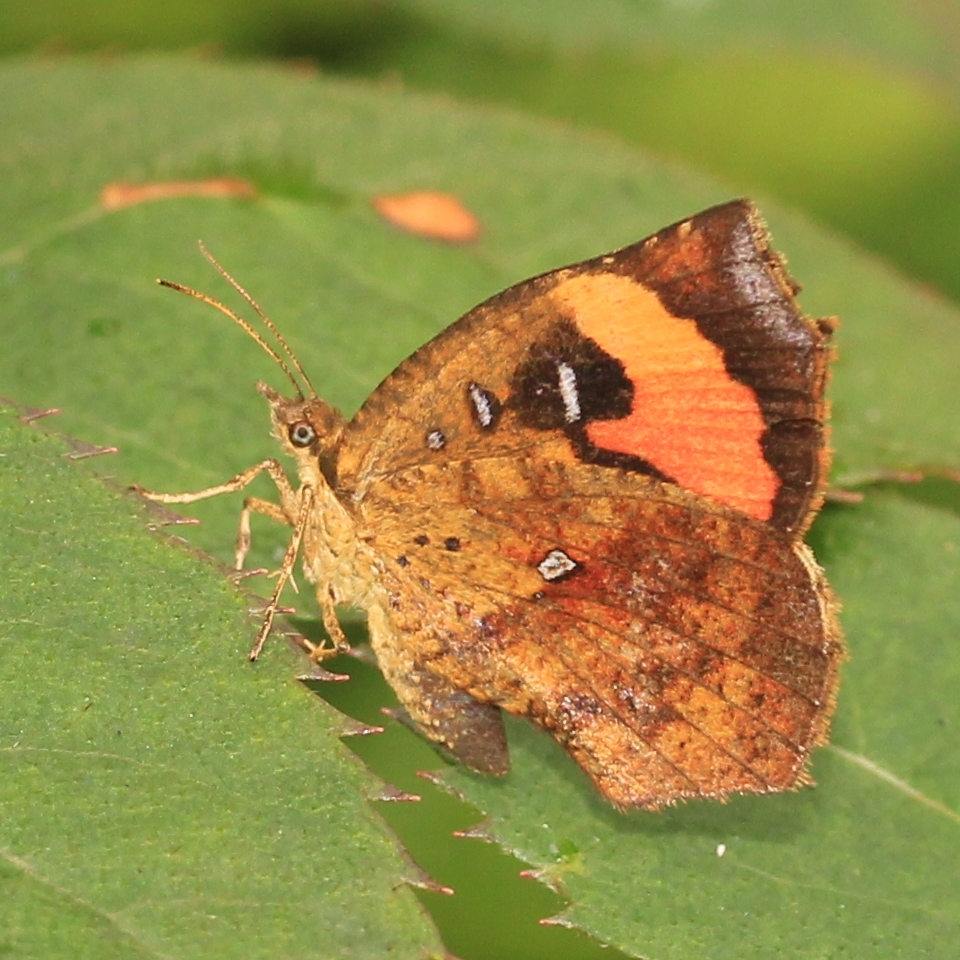
Pterodecta felderi

Il processo ventrale della tegula non risulta mai appuntito, ma al contrario spesso è alquanto corto; gli anepisterni del mesotorace sono ben sviluppati. Il metascuto può essere abbastanza allargato al centro (nelle Pterothysaninae), oppure praticamente diviso in due (nelle Griveaudiinae e nelle Callidulinae); la parte posteriore del metascutello è spesso sollevata, piatta e verticale.
Nelle zampe, le tibie sono munite di spine, e quelle posteriori possono talvolta rivelare la presenza di ciuffi di scaglie androconiali; l'epifisi può essere ridotta oppure abbastanza allungata e la formula degli speroni tibiali è di norma 0-2-4 (spesso con gli speroni intermedi della zampa posteriore più corti di quelli apicali), ma può anche essere 0-2-3 oppure 0-2-2; nel tarso delle zampe anteriori, il IV tarsomero è munito sulla superficie ventrale di una coppia di robuste spine apicali, mentre il distitarso ne è privo, tranne in rari casi, in cui può reggere un gruppo di piccolissime spine; l'arolio è ben sviluppato e i pulvilli sono divisi; le unghie sono semplici, prive di dentellatura.
Nel maschio manca un retinaculum sulla subcosta, mentre il frenulum è presente in entrambi i sessi, ma è ridotto anche nelle specie in cui l'angolo omerale e più espanso; la spinarea è presente solo in Griveaudia e Tetragonus.
Le ali possono avere un certo numero di scaglie sparse a forma di spatola; nel maschio, si possono osservare frangiature costituite da lunghe scaglie piliformi lungo il margine interno dell'ala posteriore, ad esempio in Pterothysanus, oppure nella pagina inferiore dell'ala anteriore, come nel caso di Comella.
Nell'ala anteriore, R è libera; Rs2 ed Rs3 sono sempre unite, mentre Rs1 può essere libera o fusa con gli altri rami di Rs; Rs4 è sempre libera, tranne in Griveaudia; M e CuA sono libere, con M2 posizionata nettamente più vicina a M3 che a M1; CuP è sostituita da una piega; 1A+2A è priva di biforcazione alla base.
Nell'ala posteriore, spesso è osservabile una sorta di sperone omerale su Sc+R (talvolta molto ridotto), che può avvicinarsi o sfiorare Rs per un certo tratto, prima della fine della cellula discale; quest'ultima spesso risulta aperta ed M2 è più vicina ad M3 che ad M1; non si osserva CuP; 3A può essere ridotta oppure ben sviluppata.

#### Addome

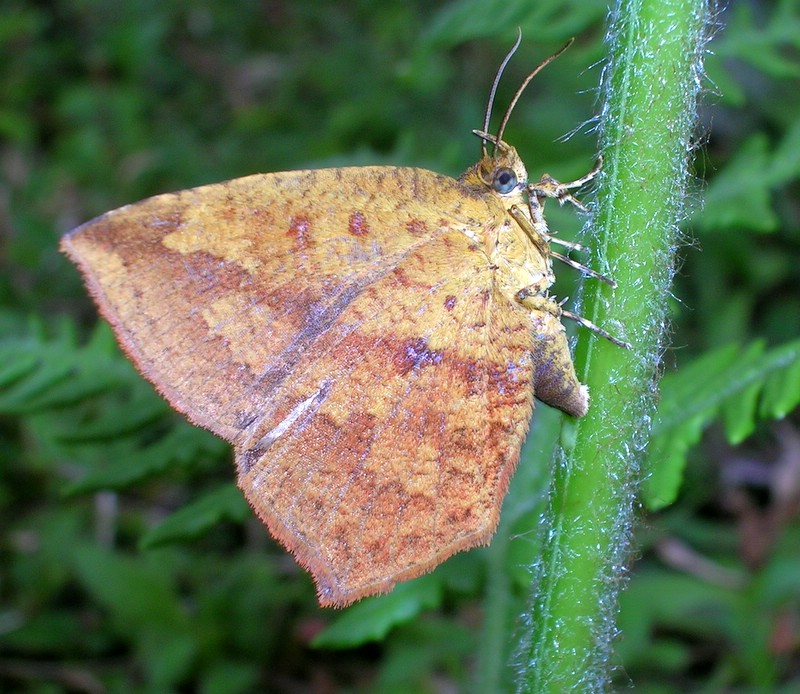
Tetragonus catamitus

Nell'addome non sono presenti organi timpanici; i bordi laterali del I tergite sono connessi anteriormente al II sternite attraverso uno sclerite tergosternale completo; il II sternite è spesso allungato, ma provvisto di brevi apodemi; i tergiti III-VI sono solitamente allargati, ma più ristretti nelle Pterothysaninae; nel maschio di Griveaudia,  l'VIII tergite appare considerevolmente allungato; possono essere presenti ciuffi di scaglie androconiali a livello delle membrane intersegmentali tra VII e VIII oppure tra VIII e IX somite; nelle Callidulinae, i maschi hanno l'VIII sternite ridotto a un paio di bastoncelli.
Nell'apparato genitale maschile, il vinculum è talvolta provvisto di un saccus; le valve sono unite ventralmente rispetto alla juxta; non si osserva uno gnathos completo, mentre l'uncus appare ristretto nella parte distale, quasi a formare una sorta di uncino; l'edeago presenta un 
coecum penis, talvolta molto ridotto.
Nel genitale femminile, la bursa copulatrix può essere semplice oppure provvista di svariati processi laterali; l'ostium bursae è situato proprio in prossimità del margine anteriore arcuato dell'VIII sternite; le apofisi sono alquanto pronunciate; l'ovopositore appare appiattito e quadrilobato.

### Uovo
L'uovo è liscio e può essere appiattito oppure ovoidale, come in Caloschemia, o ancora ellittico e appiattito, come nelle Callidulinae e nelle Griveaudiinae.

### Larva
Le larve sono state descritte solo per le Callidulinae; le setole primarie sono ben distribuite, ma quelle secondarie sono assenti.
Il capo è ipognato.
Nel torace, lo scudo dorsale (pronoto) è ampio, con cinque paia di setole; nel protorace, le setole laterali L sono due, mentre soltanto una setola subdorsale (SD2) è presente.
Ad ogni lato del primo segmento addominale si nota una ghiandola posta al di sotto della setola L2. Nei segmenti A1-A7 le due setole L sono distanziate una dall'altra, mentre appaiono ravvicinate in A8.
Cinque paia di corte pseudozampe sono presenti sui segmenti A3-A6 e A10, con uncini disposti a cerchio, in doppio ordine.

### Pupa
La pupa è obtecta, con i segmenti A8-10 fusi tra loro. Non si dispone di informazioni riguardo alle Pterothysaninae, tranne per un esemplare descritto da Minet (1987b), rappresentato da una pupa obtecta di Caloschemia pulchra, priva di spine sulla superficie dorsale.
I palpi mascellari sono talvolta esposti, mentre quelli labiali sono in gran parte nascosti; la spirotromba può essere sia corta (Caloschemia), sia allungata (Tetragonus e Pterodecta).
Nel torace, i profemori non sono esposti, mentre il secondo paio di zampe si spinge caudalmente più avanti delle antenne.

L'addome presenta solo due segmenti mobili nelle Callidulinae, e forse meno ancora nelle Pterothysaninae; sui segmenti A2-4 si osservano dei calli ambulacrali, non visibili in Caloschemia.
Il cremaster è presente nelle Callidulinae, ove è costituito da una diecina di robuste setole ricurve, ma manca nelle Pterothysaninae.

## Biologia
Gli adulti della maggior parte dei Callidulidae volano durante il giorno nel sottobosco, ma solo poche specie sono attratte dalla luce durante il crepuscolo; alcune Pterothysaninae del Madagascar hanno abitudini notturne.

### Ciclo biologico
Dopo l'accoppiamento, le uova sono deposte singolarmente al margine delle foglie della pianta nutrice.
Le giovani larve arrotolano una o più foglie, fissandole con filamenti sericei, creando un riparo all'interno del quale si accrescono fino a compiuta maturazione.
L'impupamento avviene all'interno di questa struttura di protezione, da cui in seguito emergono gli adulti.

### Alimentazione
Si dispone di poche informazioni riguardo alle piante nutrici per le specie di Callidulidae, ma si ritiene che questi bruchi siano strettamente pteridofagi, ossia si alimentino esclusivamente di foglie di felce; Tschistjakov e Belyaev (1987) hanno riportato i generi Matteuccia Tod., 1866 (Onocleaceae) e Osmundastrum C. Presl, 1847 (Osmundaceae) tra le piante ospite di Pterodecta felderi.
A Hong Kong è stata inoltre segnalata Pteridium aquilinum (L.) Kuhn, 1879 (felce aquilina, Dennstaedtiaceae) come pianta ospite di Tetragonus catamitus.

### Parassitoidismo
Non sono stati riportati fenomeni di parassitoidismo ai danni delle larve dei Callidulidae.

## Distribuzione e habitat
L'areale dei Callidulidae si estende, oltre che nel Madagascar, nelle ecozone indomalese e australasiana, avendo come limite occidentale l'India e comprendendo parte della Siberia meridionale e poi l'Asia sudorientale e l'Oceania settentrionale, fino alle Isole Salomone; la famiglia non è presente in Australia.
L'habitat è rappresentato dal sottobosco della foresta pluviale.

## Tassonomia
Callidulidae Moore, 1877 - Proc. Zool. Soc. Lond. 1877(3): 599 - genere tipo: Callidula Hübner, 1819 - Verz. bekannt. Schmett.: 66.

### Chiave dicotomica per le sottofamiglie
Sono riconosciute tre sottofamiglie, facilmente distinguibili allo stadio immaginale; fa seguito una breve chiave dicotomica proposta da Minet in Kristensen (1999):
| 1 Nell'ala anteriore, nervatura radio-mediale (r-m) corta e abbastanza spessa; nell'ala posteriore, cellula discale chiusa, Sc+R ed Rs separate al di là dell'angolo superiore della predetta cellula, M3 e CuA1 che partono separatamente, 3A molto corta; nel maschio, ottavo sternite addominale ben sviluppato                              | 2               |
| |                 |
| - Nell'ala anteriore, nervatura radio-mediale (r-m) lunga e sottile; nell'ala posteriore, cellula discale aperta tra M1 ed M2, Sc+R vicina oppure fusa con Rs al di là del punto di origine di M1; M3 e CuA1 fuse assieme o pedicellate, 3A di solito ben sviluppata; nel maschio, ottavo sternite addominale ridotto ad un paio di bastoncelli | Callidulinae    |
| |                 |
| 2 Ocelli presenti; ala anteriore con apice falcato ed Rs1 ed Rs4 che partono da un ramo comune; protibia priva di un robusto uncino apicale; tergiti addominali da grandi a molto grandi | Griveaudiinae   |
| |                 |
| - Ocelli assenti; ala anteriore con apice non falcato e con Rs4 separato dagli altri rami di Rs; protibia corta e munita di un robusto uncino apicale; tergiti addominali 3-6 decisamente stretti | Pterothysaninae |

### Sottofamiglie e generi
La famiglia Callidulidae si compone di 3 sottofamiglie, per un totale di 7 generi e 49 specie, diffuse nelle ecozone afrotropicale, indomalese e australasiana:
- Callidulinae Minet, 1990 - Nouv. Revue Entom. (N.S.) 6(4): 351-368[17] (4 generi, 38 specie; Asia e Oceania)
  - Callidula Hübner, 1819 - Verz. bekannt. Schmett.: 66[4] (30 specie; dalla Birmania fino alle Isole Salomone) (genere tipo)
  - Comella Pagenstecher, 1902 - Tierreich, 17: 21[18] (4 specie; Indonesia e Nuova Guinea)
  - Pterodecta Butler, 1877 - Ann. Mag. Nat. Hist. (4) 20 (119): 399[19] (1 specie; Asia orientale e meridionale)
  - Tetragonus Geyer, 1832 - Zuträge Samml. exot. Schmett. 4: 17[20] (3 specie, Asia meridionale e sudorientale, Oceania)
- Griveaudiinae Minet, 1990 - Nouv. Revue Entom. (N.S.) 6(4): 351-368[17] (1 genere e 7 specie, Africa e Asia)
  - Griveaudia Viette, 1958 - Mém. Inst. sci. Madag. (E) 9: 173[21] (7 specie; Madagascar, India, Cina, Birmania e Taiwan)
- Pterothysaninae Minet, 1987 - Nouv. Rev. Entom. (N.S.) 4(3): 312[11] (2 generi e 4 specie; Africa e Asia)
  - Caloschemia Mabille, 1878 - Bull. Soc. zool. Fr. 3: 86[22] (1 specie; Madagascar)
  - Pterothysanus Walker, 1854 - List Spec. Lepid. Insects Colln Br. Mus. 2: 401[23] (3 specie; India e Asia sudorientale)

Si segnala che le Pterothysaninae venivano in passato trattate come famiglia, ad esempio da Scoble (1992).
Il genere Griveaudia veniva incluso da Nye (1975) tra le Ophiderinae (Noctuidae), per poi essere inserito da Minet tra i Callidulidae nel 1986.

### Sinonimi
Non sono stati riportati sinonimi

## Filogenesi
La posizione filogenetica dei Calliduloidea all'interno dei Ditrysia è stata oggetto di diverse rielaborazioni nel tempo, e tuttora non è definitivamente chiarita.
Qui sotto è mostrato un albero filogenetico ricavato da quello proposto da Joël Minet nel 1991, in cui gli Axioidea, in seguito inseriti all'interno dei Cimeliidae, vengono considerati un sister group dei Calliduloidea:
|  | \| \| Callidulinae \| \| \| \| \| \| Griveaudiinae \| \| \| \| |
|  |                                                                |
|  | Pterothysaninae                                                |
|  |                                                                |
|  | Callidulinae                                                   |
|  |                                                                |
|  | Griveaudiinae                                                  |
|  |                                                                |

|  | Callidulinae  |
|  |               |
|  | Griveaudiinae |
|  |               |

|  | Hedyloidea                                                     |
|  |                                                                |
|  | \| \| Hesperioidea \| \| \| \| \| \| Papilionoidea \| \| \| \| |
|  |                                                                |
|  | Hesperioidea                                                   |
|  |                                                                |
|  | Papilionoidea                                                  |
|  |                                                                |

|  | Hesperioidea  |
|  |               |
|  | Papilionoidea |
|  |               |

|  | Drepanoidea  |
|  |              |
|  | Geometroidea |
|  |              |

|  | \| \| Callidulinae \| \| \| \| \| \| Griveaudiinae \| \| \| \| |
|  |                                                                |
|  | Pterothysaninae                                                |
|  |                                                                |
|  | Callidulinae                                                   |
|  |                                                                |
|  | Griveaudiinae                                                  |
|  |                                                                |

|  | Callidulinae  |
|  |               |
|  | Griveaudiinae |
|  |               |

|  | Hedyloidea                                                     |
|  |                                                                |
|  | \| \| Hesperioidea \| \| \| \| \| \| Papilionoidea \| \| \| \| |
|  |                                                                |
|  | Hesperioidea                                                   |
|  |                                                                |
|  | Papilionoidea                                                  |
|  |                                                                |

|  | Hesperioidea  |
|  |               |
|  | Papilionoidea |
|  |               |

|  | Drepanoidea  |
|  |              |
|  | Geometroidea |
|  |              |

|  | Mimallonoidea  |
|  |                |
|  | Bombycoidea    |
|  |                |
|  | Lasiocampoidea |
|  |                |

|  | \| \| Callidulinae \| \| \| \| \| \| Griveaudiinae \| \| \| \| |
|  |                                                                |
|  | Pterothysaninae                                                |
|  |                                                                |
|  | Callidulinae                                                   |
|  |                                                                |
|  | Griveaudiinae                                                  |
|  |                                                                |

|  | Callidulinae  |
|  |               |
|  | Griveaudiinae |
|  |               |

|  | Hedyloidea                                                     |
|  |                                                                |
|  | \| \| Hesperioidea \| \| \| \| \| \| Papilionoidea \| \| \| \| |
|  |                                                                |
|  | Hesperioidea                                                   |
|  |                                                                |
|  | Papilionoidea                                                  |
|  |                                                                |

|  | Hesperioidea  |
|  |               |
|  | Papilionoidea |
|  |               |

|  | Drepanoidea  |
|  |              |
|  | Geometroidea |
|  |              |

|  | \| \| Callidulinae \| \| \| \| \| \| Griveaudiinae \| \| \| \| |
|  |                                                                |
|  | Pterothysaninae                                                |
|  |                                                                |
|  | Callidulinae                                                   |
|  |                                                                |
|  | Griveaudiinae                                                  |
|  |                                                                |

|  | Callidulinae  |
|  |               |
|  | Griveaudiinae |
|  |               |

|  | Hedyloidea                                                     |
|  |                                                                |
|  | \| \| Hesperioidea \| \| \| \| \| \| Papilionoidea \| \| \| \| |
|  |                                                                |
|  | Hesperioidea                                                   |
|  |                                                                |
|  | Papilionoidea                                                  |
|  |                                                                |

|  | Hesperioidea  |
|  |               |
|  | Papilionoidea |
|  |               |

|  | Drepanoidea  |
|  |              |
|  | Geometroidea |
|  |              |

|  | Mimallonoidea  |
|  |                |
|  | Bombycoidea    |
|  |                |
|  | Lasiocampoidea |
|  |                |

Anche i Ratardidae (dal 2011 inseriti nei Cossoidea) furono precedentemente considerati un gruppo affine ai Calliduloidea, o addirittura una loro sottofamiglia.
Ancora Minet, in Kristensen (1999), proponeva uno schema lievemente differente (che viene mostrato qui sotto), sempre con gli Axioidea molto vicini ai Calliduloidea:
|  | Hedyloidea                 |
|  |                            |
|  | Hesperioidea/Papilionoidea |
|  |                            |

|  | Drepanoidea  |
|  |              |
|  | Geometroidea |
|  |              |

|  | Hedyloidea                 |
|  |                            |
|  | Hesperioidea/Papilionoidea |
|  |                            |

|  | Drepanoidea  |
|  |              |
|  | Geometroidea |
|  |              |

|  | Hedyloidea                 |
|  |                            |
|  | Hesperioidea/Papilionoidea |
|  |                            |

|  | Drepanoidea  |
|  |              |
|  | Geometroidea |
|  |              |

|  | Hedyloidea                 |
|  |                            |
|  | Hesperioidea/Papilionoidea |
|  |                            |

|  | Drepanoidea  |
|  |              |
|  | Geometroidea |
|  |              |

L'analisi genetica svolta da Heikkila et al. (2015) ha invece portato alla luce nuove relazioni tra le superfamiglie, tanto da giungere a un cladogramma da cui è stato ricavato quello riportato qui sotto; viene confermata la prossimità filogenetica tra Calliduloidea e Papilionoidea, e non sono più presenti gli Axioidea tra le superfamiglie:
|  | Alucitoidea                                                     |
|  |                                                                 |
|  | \| \| Epermenioidea \| \| \| \| \| \| Carposinoidea \| \| \| \| |
|  |                                                                 |
|  | Epermenioidea                                                   |
|  |                                                                 |
|  | Carposinoidea                                                   |
|  |                                                                 |

|  | Epermenioidea |
|  |               |
|  | Carposinoidea |
|  |               |

|  | Alucitoidea                                                     |
|  |                                                                 |
|  | \| \| Epermenioidea \| \| \| \| \| \| Carposinoidea \| \| \| \| |
|  |                                                                 |
|  | Epermenioidea                                                   |
|  |                                                                 |
|  | Carposinoidea                                                   |
|  |                                                                 |

|  | Epermenioidea |
|  |               |
|  | Carposinoidea |
|  |               |

|  | Heliocosma                                                |
|  |                                                           |
|  | \| \| Zygaenoidea \| \| \| \| \| \| Cossoidea \| \| \| \| |
|  |                                                           |
|  | Zygaenoidea                                               |
|  |                                                           |
|  | Cossoidea                                                 |
|  |                                                           |

|  | Zygaenoidea |
|  |             |
|  | Cossoidea   |
|  |             |

|  | Thyridoidea                                                     |
|  |                                                                 |
|  | \| \| Calliduloidea \| \| \| \| \| \| Papilionoidea \| \| \| \| |
|  |                                                                 |
|  | Calliduloidea                                                   |
|  |                                                                 |
|  | Papilionoidea                                                   |
|  |                                                                 |

|  | Calliduloidea |
|  |               |
|  | Papilionoidea |
|  |               |

|  | Heliocosma                                                |
|  |                                                           |
|  | \| \| Zygaenoidea \| \| \| \| \| \| Cossoidea \| \| \| \| |
|  |                                                           |
|  | Zygaenoidea                                               |
|  |                                                           |
|  | Cossoidea                                                 |
|  |                                                           |

|  | Zygaenoidea |
|  |             |
|  | Cossoidea   |
|  |             |

|  | Thyridoidea                                                     |
|  |                                                                 |
|  | \| \| Calliduloidea \| \| \| \| \| \| Papilionoidea \| \| \| \| |
|  |                                                                 |
|  | Calliduloidea                                                   |
|  |                                                                 |
|  | Papilionoidea                                                   |
|  |                                                                 |

|  | Calliduloidea |
|  |               |
|  | Papilionoidea |
|  |               |

|  | Hyblaeoidea |
|  |             |
|  | Pyraloidea  |
|  |             |

|  | \| \| Lasiocampoidea \| \| \| \| \| \| Bombycoidea \| \| \| \| |
|  |                                                                |
|  | Noctuoidea                                                     |
|  |                                                                |
|  | Lasiocampoidea                                                 |
|  |                                                                |
|  | Bombycoidea                                                    |
|  |                                                                |

|  | Lasiocampoidea |
|  |                |
|  | Bombycoidea    |
|  |                |

|  | \| \| Lasiocampoidea \| \| \| \| \| \| Bombycoidea \| \| \| \| |
|  |                                                                |
|  | Noctuoidea                                                     |
|  |                                                                |
|  | Lasiocampoidea                                                 |
|  |                                                                |
|  | Bombycoidea                                                    |
|  |                                                                |

|  | Lasiocampoidea |
|  |                |
|  | Bombycoidea    |
|  |                |

|  | \| \| Lasiocampoidea \| \| \| \| \| \| Bombycoidea \| \| \| \| |
|  |                                                                |
|  | Noctuoidea                                                     |
|  |                                                                |
|  | Lasiocampoidea                                                 |
|  |                                                                |
|  | Bombycoidea                                                    |
|  |                                                                |

|  | Lasiocampoidea |
|  |                |
|  | Bombycoidea    |
|  |                |

|  | \| \| Lasiocampoidea \| \| \| \| \| \| Bombycoidea \| \| \| \| |
|  |                                                                |
|  | Noctuoidea                                                     |
|  |                                                                |
|  | Lasiocampoidea                                                 |
|  |                                                                |
|  | Bombycoidea                                                    |
|  |                                                                |

|  | Lasiocampoidea |
|  |                |
|  | Bombycoidea    |
|  |                |

|  | \| \| Lasiocampoidea \| \| \| \| \| \| Bombycoidea \| \| \| \| |
|  |                                                                |
|  | Noctuoidea                                                     |
|  |                                                                |
|  | Lasiocampoidea                                                 |
|  |                                                                |
|  | Bombycoidea                                                    |
|  |                                                                |

|  | Lasiocampoidea |
|  |                |
|  | Bombycoidea    |
|  |                |

|  | \| \| Lasiocampoidea \| \| \| \| \| \| Bombycoidea \| \| \| \| |
|  |                                                                |
|  | Noctuoidea                                                     |
|  |                                                                |
|  | Lasiocampoidea                                                 |
|  |                                                                |
|  | Bombycoidea                                                    |
|  |                                                                |

|  | Lasiocampoidea |
|  |                |
|  | Bombycoidea    |
|  |                |

|  | \| \| Lasiocampoidea \| \| \| \| \| \| Bombycoidea \| \| \| \| |
|  |                                                                |
|  | Noctuoidea                                                     |
|  |                                                                |
|  | Lasiocampoidea                                                 |
|  |                                                                |
|  | Bombycoidea                                                    |
|  |                                                                |

|  | Lasiocampoidea |
|  |                |
|  | Bombycoidea    |
|  |                |

|  | \| \| Lasiocampoidea \| \| \| \| \| \| Bombycoidea \| \| \| \| |
|  |                                                                |
|  | Noctuoidea                                                     |
|  |                                                                |
|  | Lasiocampoidea                                                 |
|  |                                                                |
|  | Bombycoidea                                                    |
|  |                                                                |

|  | Lasiocampoidea |
|  |                |
|  | Bombycoidea    |
|  |                |

|  | Hyblaeoidea |
|  |             |
|  | Pyraloidea  |
|  |             |

|  | \| \| Lasiocampoidea \| \| \| \| \| \| Bombycoidea \| \| \| \| |
|  |                                                                |
|  | Noctuoidea                                                     |
|  |                                                                |
|  | Lasiocampoidea                                                 |
|  |                                                                |
|  | Bombycoidea                                                    |
|  |                                                                |

|  | Lasiocampoidea |
|  |                |
|  | Bombycoidea    |
|  |                |

|  | \| \| Lasiocampoidea \| \| \| \| \| \| Bombycoidea \| \| \| \| |
|  |                                                                |
|  | Noctuoidea                                                     |
|  |                                                                |
|  | Lasiocampoidea                                                 |
|  |                                                                |
|  | Bombycoidea                                                    |
|  |                                                                |

|  | Lasiocampoidea |
|  |                |
|  | Bombycoidea    |
|  |                |

|  | \| \| Lasiocampoidea \| \| \| \| \| \| Bombycoidea \| \| \| \| |
|  |                                                                |
|  | Noctuoidea                                                     |
|  |                                                                |
|  | Lasiocampoidea                                                 |
|  |                                                                |
|  | Bombycoidea                                                    |
|  |                                                                |

|  | Lasiocampoidea |
|  |                |
|  | Bombycoidea    |
|  |                |

|  | \| \| Lasiocampoidea \| \| \| \| \| \| Bombycoidea \| \| \| \| |
|  |                                                                |
|  | Noctuoidea                                                     |
|  |                                                                |
|  | Lasiocampoidea                                                 |
|  |                                                                |
|  | Bombycoidea                                                    |
|  |                                                                |

|  | Lasiocampoidea |
|  |                |
|  | Bombycoidea    |
|  |                |

|  | \| \| Lasiocampoidea \| \| \| \| \| \| Bombycoidea \| \| \| \| |
|  |                                                                |
|  | Noctuoidea                                                     |
|  |                                                                |
|  | Lasiocampoidea                                                 |
|  |                                                                |
|  | Bombycoidea                                                    |
|  |                                                                |

|  | Lasiocampoidea |
|  |                |
|  | Bombycoidea    |
|  |                |

|  | \| \| Lasiocampoidea \| \| \| \| \| \| Bombycoidea \| \| \| \| |
|  |                                                                |
|  | Noctuoidea                                                     |
|  |                                                                |
|  | Lasiocampoidea                                                 |
|  |                                                                |
|  | Bombycoidea                                                    |
|  |                                                                |

|  | Lasiocampoidea |
|  |                |
|  | Bombycoidea    |
|  |                |

|  | \| \| Lasiocampoidea \| \| \| \| \| \| Bombycoidea \| \| \| \| |
|  |                                                                |
|  | Noctuoidea                                                     |
|  |                                                                |
|  | Lasiocampoidea                                                 |
|  |                                                                |
|  | Bombycoidea                                                    |
|  |                                                                |

|  | Lasiocampoidea |
|  |                |
|  | Bombycoidea    |
|  |                |

|  | \| \| Lasiocampoidea \| \| \| \| \| \| Bombycoidea \| \| \| \| |
|  |                                                                |
|  | Noctuoidea                                                     |
|  |                                                                |
|  | Lasiocampoidea                                                 |
|  |                                                                |
|  | Bombycoidea                                                    |
|  |                                                                |

|  | Lasiocampoidea |
|  |                |
|  | Bombycoidea    |
|  |                |

|  | Heliocosma                                                |
|  |                                                           |
|  | \| \| Zygaenoidea \| \| \| \| \| \| Cossoidea \| \| \| \| |
|  |                                                           |
|  | Zygaenoidea                                               |
|  |                                                           |
|  | Cossoidea                                                 |
|  |                                                           |

|  | Zygaenoidea |
|  |             |
|  | Cossoidea   |
|  |             |

|  | Thyridoidea                                                     |
|  |                                                                 |
|  | \| \| Calliduloidea \| \| \| \| \| \| Papilionoidea \| \| \| \| |
|  |                                                                 |
|  | Calliduloidea                                                   |
|  |                                                                 |
|  | Papilionoidea                                                   |
|  |                                                                 |

|  | Calliduloidea |
|  |               |
|  | Papilionoidea |
|  |               |

|  | Heliocosma                                                |
|  |                                                           |
|  | \| \| Zygaenoidea \| \| \| \| \| \| Cossoidea \| \| \| \| |
|  |                                                           |
|  | Zygaenoidea                                               |
|  |                                                           |
|  | Cossoidea                                                 |
|  |                                                           |

|  | Zygaenoidea |
|  |             |
|  | Cossoidea   |
|  |             |

|  | Thyridoidea                                                     |
|  |                                                                 |
|  | \| \| Calliduloidea \| \| \| \| \| \| Papilionoidea \| \| \| \| |
|  |                                                                 |
|  | Calliduloidea                                                   |
|  |                                                                 |
|  | Papilionoidea                                                   |
|  |                                                                 |

|  | Calliduloidea |
|  |               |
|  | Papilionoidea |
|  |               |

|  | Hyblaeoidea |
|  |             |
|  | Pyraloidea  |
|  |             |

|  | \| \| Lasiocampoidea \| \| \| \| \| \| Bombycoidea \| \| \| \| |
|  |                                                                |
|  | Noctuoidea                                                     |
|  |                                                                |
|  | Lasiocampoidea                                                 |
|  |                                                                |
|  | Bombycoidea                                                    |
|  |                                                                |

|  | Lasiocampoidea |
|  |                |
|  | Bombycoidea    |
|  |                |

|  | \| \| Lasiocampoidea \| \| \| \| \| \| Bombycoidea \| \| \| \| |
|  |                                                                |
|  | Noctuoidea                                                     |
|  |                                                                |
|  | Lasiocampoidea                                                 |
|  |                                                                |
|  | Bombycoidea                                                    |
|  |                                                                |

|  | Lasiocampoidea |
|  |                |
|  | Bombycoidea    |
|  |                |

|  | \| \| Lasiocampoidea \| \| \| \| \| \| Bombycoidea \| \| \| \| |
|  |                                                                |
|  | Noctuoidea                                                     |
|  |                                                                |
|  | Lasiocampoidea                                                 |
|  |                                                                |
|  | Bombycoidea                                                    |
|  |                                                                |

|  | Lasiocampoidea |
|  |                |
|  | Bombycoidea    |
|  |                |

|  | \| \| Lasiocampoidea \| \| \| \| \| \| Bombycoidea \| \| \| \| |
|  |                                                                |
|  | Noctuoidea                                                     |
|  |                                                                |
|  | Lasiocampoidea                                                 |
|  |                                                                |
|  | Bombycoidea                                                    |
|  |                                                                |

|  | Lasiocampoidea |
|  |                |
|  | Bombycoidea    |
|  |                |

|  | \| \| Lasiocampoidea \| \| \| \| \| \| Bombycoidea \| \| \| \| |
|  |                                                                |
|  | Noctuoidea                                                     |
|  |                                                                |
|  | Lasiocampoidea                                                 |
|  |                                                                |
|  | Bombycoidea                                                    |
|  |                                                                |

|  | Lasiocampoidea |
|  |                |
|  | Bombycoidea    |
|  |                |

|  | \| \| Lasiocampoidea \| \| \| \| \| \| Bombycoidea \| \| \| \| |
|  |                                                                |
|  | Noctuoidea                                                     |
|  |                                                                |
|  | Lasiocampoidea                                                 |
|  |                                                                |
|  | Bombycoidea                                                    |
|  |                                                                |

|  | Lasiocampoidea |
|  |                |
|  | Bombycoidea    |
|  |                |

|  | \| \| Lasiocampoidea \| \| \| \| \| \| Bombycoidea \| \| \| \| |
|  |                                                                |
|  | Noctuoidea                                                     |
|  |                                                                |
|  | Lasiocampoidea                                                 |
|  |                                                                |
|  | Bombycoidea                                                    |
|  |                                                                |

|  | Lasiocampoidea |
|  |                |
|  | Bombycoidea    |
|  |                |

|  | \| \| Lasiocampoidea \| \| \| \| \| \| Bombycoidea \| \| \| \| |
|  |                                                                |
|  | Noctuoidea                                                     |
|  |                                                                |
|  | Lasiocampoidea                                                 |
|  |                                                                |
|  | Bombycoidea                                                    |
|  |                                                                |

|  | Lasiocampoidea |
|  |                |
|  | Bombycoidea    |
|  |                |

|  | Hyblaeoidea |
|  |             |
|  | Pyraloidea  |
|  |             |

|  | \| \| Lasiocampoidea \| \| \| \| \| \| Bombycoidea \| \| \| \| |
|  |                                                                |
|  | Noctuoidea                                                     |
|  |                                                                |
|  | Lasiocampoidea                                                 |
|  |                                                                |
|  | Bombycoidea                                                    |
|  |                                                                |

|  | Lasiocampoidea |
|  |                |
|  | Bombycoidea    |
|  |                |

|  | \| \| Lasiocampoidea \| \| \| \| \| \| Bombycoidea \| \| \| \| |
|  |                                                                |
|  | Noctuoidea                                                     |
|  |                                                                |
|  | Lasiocampoidea                                                 |
|  |                                                                |
|  | Bombycoidea                                                    |
|  |                                                                |

|  | Lasiocampoidea |
|  |                |
|  | Bombycoidea    |
|  |                |

|  | \| \| Lasiocampoidea \| \| \| \| \| \| Bombycoidea \| \| \| \| |
|  |                                                                |
|  | Noctuoidea                                                     |
|  |                                                                |
|  | Lasiocampoidea                                                 |
|  |                                                                |
|  | Bombycoidea                                                    |
|  |                                                                |

|  | Lasiocampoidea |
|  |                |
|  | Bombycoidea    |
|  |                |

|  | \| \| Lasiocampoidea \| \| \| \| \| \| Bombycoidea \| \| \| \| |
|  |                                                                |
|  | Noctuoidea                                                     |
|  |                                                                |
|  | Lasiocampoidea                                                 |
|  |                                                                |
|  | Bombycoidea                                                    |
|  |                                                                |

|  | Lasiocampoidea |
|  |                |
|  | Bombycoidea    |
|  |                |

|  | \| \| Lasiocampoidea \| \| \| \| \| \| Bombycoidea \| \| \| \| |
|  |                                                                |
|  | Noctuoidea                                                     |
|  |                                                                |
|  | Lasiocampoidea                                                 |
|  |                                                                |
|  | Bombycoidea                                                    |
|  |                                                                |

|  | Lasiocampoidea |
|  |                |
|  | Bombycoidea    |
|  |                |

|  | \| \| Lasiocampoidea \| \| \| \| \| \| Bombycoidea \| \| \| \| |
|  |                                                                |
|  | Noctuoidea                                                     |
|  |                                                                |
|  | Lasiocampoidea                                                 |
|  |                                                                |
|  | Bombycoidea                                                    |
|  |                                                                |

|  | Lasiocampoidea |
|  |                |
|  | Bombycoidea    |
|  |                |

|  | \| \| Lasiocampoidea \| \| \| \| \| \| Bombycoidea \| \| \| \| |
|  |                                                                |
|  | Noctuoidea                                                     |
|  |                                                                |
|  | Lasiocampoidea                                                 |
|  |                                                                |
|  | Bombycoidea                                                    |
|  |                                                                |

|  | Lasiocampoidea |
|  |                |
|  | Bombycoidea    |
|  |                |

|  | \| \| Lasiocampoidea \| \| \| \| \| \| Bombycoidea \| \| \| \| |
|  |                                                                |
|  | Noctuoidea                                                     |
|  |                                                                |
|  | Lasiocampoidea                                                 |
|  |                                                                |
|  | Bombycoidea                                                    |
|  |                                                                |

|  | Lasiocampoidea |
|  |                |
|  | Bombycoidea    |
|  |                |

|  | Alucitoidea                                                     |
|  |                                                                 |
|  | \| \| Epermenioidea \| \| \| \| \| \| Carposinoidea \| \| \| \| |
|  |                                                                 |
|  | Epermenioidea                                                   |
|  |                                                                 |
|  | Carposinoidea                                                   |
|  |                                                                 |

|  | Epermenioidea |
|  |               |
|  | Carposinoidea |
|  |               |

|  | Alucitoidea                                                     |
|  |                                                                 |
|  | \| \| Epermenioidea \| \| \| \| \| \| Carposinoidea \| \| \| \| |
|  |                                                                 |
|  | Epermenioidea                                                   |
|  |                                                                 |
|  | Carposinoidea                                                   |
|  |                                                                 |

|  | Epermenioidea |
|  |               |
|  | Carposinoidea |
|  |               |

|  | Heliocosma                                                |
|  |                                                           |
|  | \| \| Zygaenoidea \| \| \| \| \| \| Cossoidea \| \| \| \| |
|  |                                                           |
|  | Zygaenoidea                                               |
|  |                                                           |
|  | Cossoidea                                                 |
|  |                                                           |

|  | Zygaenoidea |
|  |             |
|  | Cossoidea   |
|  |             |

|  | Thyridoidea                                                     |
|  |                                                                 |
|  | \| \| Calliduloidea \| \| \| \| \| \| Papilionoidea \| \| \| \| |
|  |                                                                 |
|  | Calliduloidea                                                   |
|  |                                                                 |
|  | Papilionoidea                                                   |
|  |                                                                 |

|  | Calliduloidea |
|  |               |
|  | Papilionoidea |
|  |               |

|  | Heliocosma                                                |
|  |                                                           |
|  | \| \| Zygaenoidea \| \| \| \| \| \| Cossoidea \| \| \| \| |
|  |                                                           |
|  | Zygaenoidea                                               |
|  |                                                           |
|  | Cossoidea                                                 |
|  |                                                           |

|  | Zygaenoidea |
|  |             |
|  | Cossoidea   |
|  |             |

|  | Thyridoidea                                                     |
|  |                                                                 |
|  | \| \| Calliduloidea \| \| \| \| \| \| Papilionoidea \| \| \| \| |
|  |                                                                 |
|  | Calliduloidea                                                   |
|  |                                                                 |
|  | Papilionoidea                                                   |
|  |                                                                 |

|  | Calliduloidea |
|  |               |
|  | Papilionoidea |
|  |               |

|  | Hyblaeoidea |
|  |             |
|  | Pyraloidea  |
|  |             |

|  | \| \| Lasiocampoidea \| \| \| \| \| \| Bombycoidea \| \| \| \| |
|  |                                                                |
|  | Noctuoidea                                                     |
|  |                                                                |
|  | Lasiocampoidea                                                 |
|  |                                                                |
|  | Bombycoidea                                                    |
|  |                                                                |

|  | Lasiocampoidea |
|  |                |
|  | Bombycoidea    |
|  |                |

|  | \| \| Lasiocampoidea \| \| \| \| \| \| Bombycoidea \| \| \| \| |
|  |                                                                |
|  | Noctuoidea                                                     |
|  |                                                                |
|  | Lasiocampoidea                                                 |
|  |                                                                |
|  | Bombycoidea                                                    |
|  |                                                                |

|  | Lasiocampoidea |
|  |                |
|  | Bombycoidea    |
|  |                |

|  | \| \| Lasiocampoidea \| \| \| \| \| \| Bombycoidea \| \| \| \| |
|  |                                                                |
|  | Noctuoidea                                                     |
|  |                                                                |
|  | Lasiocampoidea                                                 |
|  |                                                                |
|  | Bombycoidea                                                    |
|  |                                                                |

|  | Lasiocampoidea |
|  |                |
|  | Bombycoidea    |
|  |                |

|  | \| \| Lasiocampoidea \| \| \| \| \| \| Bombycoidea \| \| \| \| |
|  |                                                                |
|  | Noctuoidea                                                     |
|  |                                                                |
|  | Lasiocampoidea                                                 |
|  |                                                                |
|  | Bombycoidea                                                    |
|  |                                                                |

|  | Lasiocampoidea |
|  |                |
|  | Bombycoidea    |
|  |                |

|  | \| \| Lasiocampoidea \| \| \| \| \| \| Bombycoidea \| \| \| \| |
|  |                                                                |
|  | Noctuoidea                                                     |
|  |                                                                |
|  | Lasiocampoidea                                                 |
|  |                                                                |
|  | Bombycoidea                                                    |
|  |                                                                |

|  | Lasiocampoidea |
|  |                |
|  | Bombycoidea    |
|  |                |

|  | \| \| Lasiocampoidea \| \| \| \| \| \| Bombycoidea \| \| \| \| |
|  |                                                                |
|  | Noctuoidea                                                     |
|  |                                                                |
|  | Lasiocampoidea                                                 |
|  |                                                                |
|  | Bombycoidea                                                    |
|  |                                                                |

|  | Lasiocampoidea |
|  |                |
|  | Bombycoidea    |
|  |                |

|  | \| \| Lasiocampoidea \| \| \| \| \| \| Bombycoidea \| \| \| \| |
|  |                                                                |
|  | Noctuoidea                                                     |
|  |                                                                |
|  | Lasiocampoidea                                                 |
|  |                                                                |
|  | Bombycoidea                                                    |
|  |                                                                |

|  | Lasiocampoidea |
|  |                |
|  | Bombycoidea    |
|  |                |

|  | \| \| Lasiocampoidea \| \| \| \| \| \| Bombycoidea \| \| \| \| |
|  |                                                                |
|  | Noctuoidea                                                     |
|  |                                                                |
|  | Lasiocampoidea                                                 |
|  |                                                                |
|  | Bombycoidea                                                    |
|  |                                                                |

|  | Lasiocampoidea |
|  |                |
|  | Bombycoidea    |
|  |                |

|  | Hyblaeoidea |
|  |             |
|  | Pyraloidea  |
|  |             |

|  | \| \| Lasiocampoidea \| \| \| \| \| \| Bombycoidea \| \| \| \| |
|  |                                                                |
|  | Noctuoidea                                                     |
|  |                                                                |
|  | Lasiocampoidea                                                 |
|  |                                                                |
|  | Bombycoidea                                                    |
|  |                                                                |

|  | Lasiocampoidea |
|  |                |
|  | Bombycoidea    |
|  |                |

|  | \| \| Lasiocampoidea \| \| \| \| \| \| Bombycoidea \| \| \| \| |
|  |                                                                |
|  | Noctuoidea                                                     |
|  |                                                                |
|  | Lasiocampoidea                                                 |
|  |                                                                |
|  | Bombycoidea                                                    |
|  |                                                                |

|  | Lasiocampoidea |
|  |                |
|  | Bombycoidea    |
|  |                |

|  | \| \| Lasiocampoidea \| \| \| \| \| \| Bombycoidea \| \| \| \| |
|  |                                                                |
|  | Noctuoidea                                                     |
|  |                                                                |
|  | Lasiocampoidea                                                 |
|  |                                                                |
|  | Bombycoidea                                                    |
|  |                                                                |

|  | Lasiocampoidea |
|  |                |
|  | Bombycoidea    |
|  |                |

|  | \| \| Lasiocampoidea \| \| \| \| \| \| Bombycoidea \| \| \| \| |
|  |                                                                |
|  | Noctuoidea                                                     |
|  |                                                                |
|  | Lasiocampoidea                                                 |
|  |                                                                |
|  | Bombycoidea                                                    |
|  |                                                                |

|  | Lasiocampoidea |
|  |                |
|  | Bombycoidea    |
|  |                |

|  | \| \| Lasiocampoidea \| \| \| \| \| \| Bombycoidea \| \| \| \| |
|  |                                                                |
|  | Noctuoidea                                                     |
|  |                                                                |
|  | Lasiocampoidea                                                 |
|  |                                                                |
|  | Bombycoidea                                                    |
|  |                                                                |

|  | Lasiocampoidea |
|  |                |
|  | Bombycoidea    |
|  |                |

|  | \| \| Lasiocampoidea \| \| \| \| \| \| Bombycoidea \| \| \| \| |
|  |                                                                |
|  | Noctuoidea                                                     |
|  |                                                                |
|  | Lasiocampoidea                                                 |
|  |                                                                |
|  | Bombycoidea                                                    |
|  |                                                                |

|  | Lasiocampoidea |
|  |                |
|  | Bombycoidea    |
|  |                |

|  | \| \| Lasiocampoidea \| \| \| \| \| \| Bombycoidea \| \| \| \| |
|  |                                                                |
|  | Noctuoidea                                                     |
|  |                                                                |
|  | Lasiocampoidea                                                 |
|  |                                                                |
|  | Bombycoidea                                                    |
|  |                                                                |

|  | Lasiocampoidea |
|  |                |
|  | Bombycoidea    |
|  |                |

|  | \| \| Lasiocampoidea \| \| \| \| \| \| Bombycoidea \| \| \| \| |
|  |                                                                |
|  | Noctuoidea                                                     |
|  |                                                                |
|  | Lasiocampoidea                                                 |
|  |                                                                |
|  | Bombycoidea                                                    |
|  |                                                                |

|  | Lasiocampoidea |
|  |                |
|  | Bombycoidea    |
|  |                |

|  | Heliocosma                                                |
|  |                                                           |
|  | \| \| Zygaenoidea \| \| \| \| \| \| Cossoidea \| \| \| \| |
|  |                                                           |
|  | Zygaenoidea                                               |
|  |                                                           |
|  | Cossoidea                                                 |
|  |                                                           |

|  | Zygaenoidea |
|  |             |
|  | Cossoidea   |
|  |             |

|  | Thyridoidea                                                     |
|  |                                                                 |
|  | \| \| Calliduloidea \| \| \| \| \| \| Papilionoidea \| \| \| \| |
|  |                                                                 |
|  | Calliduloidea                                                   |
|  |                                                                 |
|  | Papilionoidea                                                   |
|  |                                                                 |

|  | Calliduloidea |
|  |               |
|  | Papilionoidea |
|  |               |

|  | Heliocosma                                                |
|  |                                                           |
|  | \| \| Zygaenoidea \| \| \| \| \| \| Cossoidea \| \| \| \| |
|  |                                                           |
|  | Zygaenoidea                                               |
|  |                                                           |
|  | Cossoidea                                                 |
|  |                                                           |

|  | Zygaenoidea |
|  |             |
|  | Cossoidea   |
|  |             |

|  | Thyridoidea                                                     |
|  |                                                                 |
|  | \| \| Calliduloidea \| \| \| \| \| \| Papilionoidea \| \| \| \| |
|  |                                                                 |
|  | Calliduloidea                                                   |
|  |                                                                 |
|  | Papilionoidea                                                   |
|  |                                                                 |

|  | Calliduloidea |
|  |               |
|  | Papilionoidea |
|  |               |

|  | Hyblaeoidea |
|  |             |
|  | Pyraloidea  |
|  |             |

|  | \| \| Lasiocampoidea \| \| \| \| \| \| Bombycoidea \| \| \| \| |
|  |                                                                |
|  | Noctuoidea                                                     |
|  |                                                                |
|  | Lasiocampoidea                                                 |
|  |                                                                |
|  | Bombycoidea                                                    |
|  |                                                                |

|  | Lasiocampoidea |
|  |                |
|  | Bombycoidea    |
|  |                |

|  | \| \| Lasiocampoidea \| \| \| \| \| \| Bombycoidea \| \| \| \| |
|  |                                                                |
|  | Noctuoidea                                                     |
|  |                                                                |
|  | Lasiocampoidea                                                 |
|  |                                                                |
|  | Bombycoidea                                                    |
|  |                                                                |

|  | Lasiocampoidea |
|  |                |
|  | Bombycoidea    |
|  |                |

|  | \| \| Lasiocampoidea \| \| \| \| \| \| Bombycoidea \| \| \| \| |
|  |                                                                |
|  | Noctuoidea                                                     |
|  |                                                                |
|  | Lasiocampoidea                                                 |
|  |                                                                |
|  | Bombycoidea                                                    |
|  |                                                                |

|  | Lasiocampoidea |
|  |                |
|  | Bombycoidea    |
|  |                |

|  | \| \| Lasiocampoidea \| \| \| \| \| \| Bombycoidea \| \| \| \| |
|  |                                                                |
|  | Noctuoidea                                                     |
|  |                                                                |
|  | Lasiocampoidea                                                 |
|  |                                                                |
|  | Bombycoidea                                                    |
|  |                                                                |

|  | Lasiocampoidea |
|  |                |
|  | Bombycoidea    |
|  |                |

|  | \| \| Lasiocampoidea \| \| \| \| \| \| Bombycoidea \| \| \| \| |
|  |                                                                |
|  | Noctuoidea                                                     |
|  |                                                                |
|  | Lasiocampoidea                                                 |
|  |                                                                |
|  | Bombycoidea                                                    |
|  |                                                                |

|  | Lasiocampoidea |
|  |                |
|  | Bombycoidea    |
|  |                |

|  | \| \| Lasiocampoidea \| \| \| \| \| \| Bombycoidea \| \| \| \| |
|  |                                                                |
|  | Noctuoidea                                                     |
|  |                                                                |
|  | Lasiocampoidea                                                 |
|  |                                                                |
|  | Bombycoidea                                                    |
|  |                                                                |

|  | Lasiocampoidea |
|  |                |
|  | Bombycoidea    |
|  |                |

|  | \| \| Lasiocampoidea \| \| \| \| \| \| Bombycoidea \| \| \| \| |
|  |                                                                |
|  | Noctuoidea                                                     |
|  |                                                                |
|  | Lasiocampoidea                                                 |
|  |                                                                |
|  | Bombycoidea                                                    |
|  |                                                                |

|  | Lasiocampoidea |
|  |                |
|  | Bombycoidea    |
|  |                |

|  | \| \| Lasiocampoidea \| \| \| \| \| \| Bombycoidea \| \| \| \| |
|  |                                                                |
|  | Noctuoidea                                                     |
|  |                                                                |
|  | Lasiocampoidea                                                 |
|  |                                                                |
|  | Bombycoidea                                                    |
|  |                                                                |

|  | Lasiocampoidea |
|  |                |
|  | Bombycoidea    |
|  |                |

|  | Hyblaeoidea |
|  |             |
|  | Pyraloidea  |
|  |             |

|  | \| \| Lasiocampoidea \| \| \| \| \| \| Bombycoidea \| \| \| \| |
|  |                                                                |
|  | Noctuoidea                                                     |
|  |                                                                |
|  | Lasiocampoidea                                                 |
|  |                                                                |
|  | Bombycoidea                                                    |
|  |                                                                |

|  | Lasiocampoidea |
|  |                |
|  | Bombycoidea    |
|  |                |

|  | \| \| Lasiocampoidea \| \| \| \| \| \| Bombycoidea \| \| \| \| |
|  |                                                                |
|  | Noctuoidea                                                     |
|  |                                                                |
|  | Lasiocampoidea                                                 |
|  |                                                                |
|  | Bombycoidea                                                    |
|  |                                                                |

|  | Lasiocampoidea |
|  |                |
|  | Bombycoidea    |
|  |                |

|  | \| \| Lasiocampoidea \| \| \| \| \| \| Bombycoidea \| \| \| \| |
|  |                                                                |
|  | Noctuoidea                                                     |
|  |                                                                |
|  | Lasiocampoidea                                                 |
|  |                                                                |
|  | Bombycoidea                                                    |
|  |                                                                |

|  | Lasiocampoidea |
|  |                |
|  | Bombycoidea    |
|  |                |

|  | \| \| Lasiocampoidea \| \| \| \| \| \| Bombycoidea \| \| \| \| |
|  |                                                                |
|  | Noctuoidea                                                     |
|  |                                                                |
|  | Lasiocampoidea                                                 |
|  |                                                                |
|  | Bombycoidea                                                    |
|  |                                                                |

|  | Lasiocampoidea |
|  |                |
|  | Bombycoidea    |
|  |                |

|  | \| \| Lasiocampoidea \| \| \| \| \| \| Bombycoidea \| \| \| \| |
|  |                                                                |
|  | Noctuoidea                                                     |
|  |                                                                |
|  | Lasiocampoidea                                                 |
|  |                                                                |
|  | Bombycoidea                                                    |
|  |                                                                |

|  | Lasiocampoidea |
|  |                |
|  | Bombycoidea    |
|  |                |

|  | \| \| Lasiocampoidea \| \| \| \| \| \| Bombycoidea \| \| \| \| |
|  |                                                                |
|  | Noctuoidea                                                     |
|  |                                                                |
|  | Lasiocampoidea                                                 |
|  |                                                                |
|  | Bombycoidea                                                    |
|  |                                                                |

|  | Lasiocampoidea |
|  |                |
|  | Bombycoidea    |
|  |                |

|  | \| \| Lasiocampoidea \| \| \| \| \| \| Bombycoidea \| \| \| \| |
|  |                                                                |
|  | Noctuoidea                                                     |
|  |                                                                |
|  | Lasiocampoidea                                                 |
|  |                                                                |
|  | Bombycoidea                                                    |
|  |                                                                |

|  | Lasiocampoidea |
|  |                |
|  | Bombycoidea    |
|  |                |

|  | \| \| Lasiocampoidea \| \| \| \| \| \| Bombycoidea \| \| \| \| |
|  |                                                                |
|  | Noctuoidea                                                     |
|  |                                                                |
|  | Lasiocampoidea                                                 |
|  |                                                                |
|  | Bombycoidea                                                    |
|  |                                                                |

|  | Lasiocampoidea |
|  |                |
|  | Bombycoidea    |
|  |                |

## Alcune specie

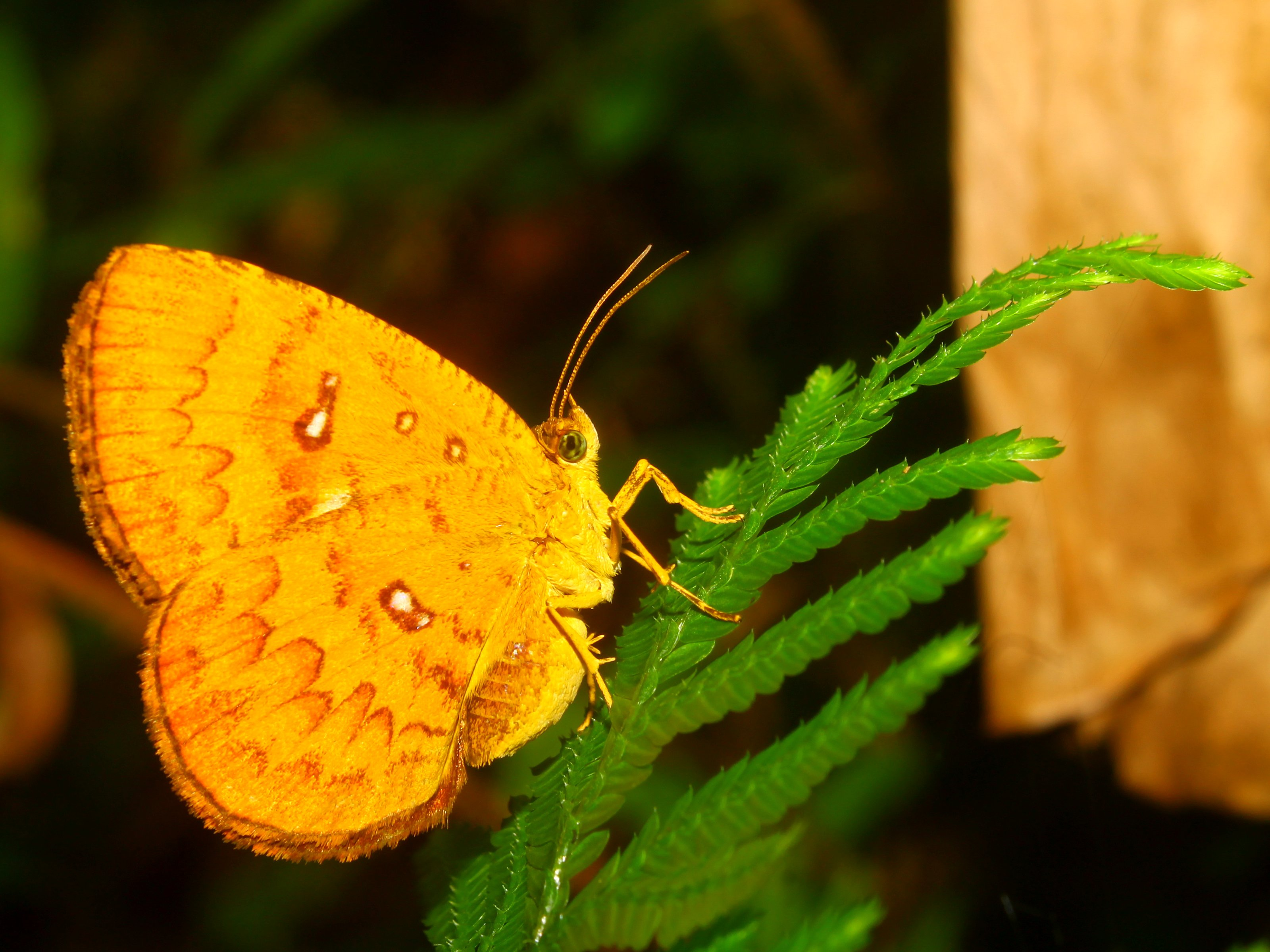
Callidula evander (Callidulinae)
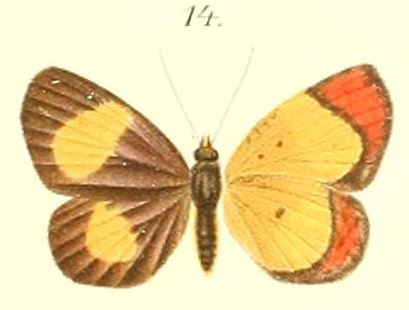
Callidula hypoleuca (Callidulinae)
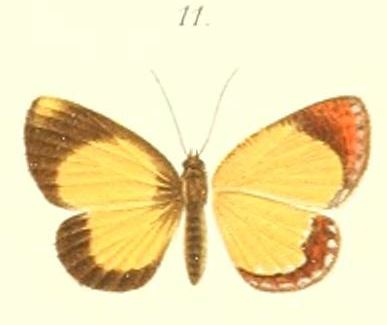
Callidula miokensis (Callidulinae)
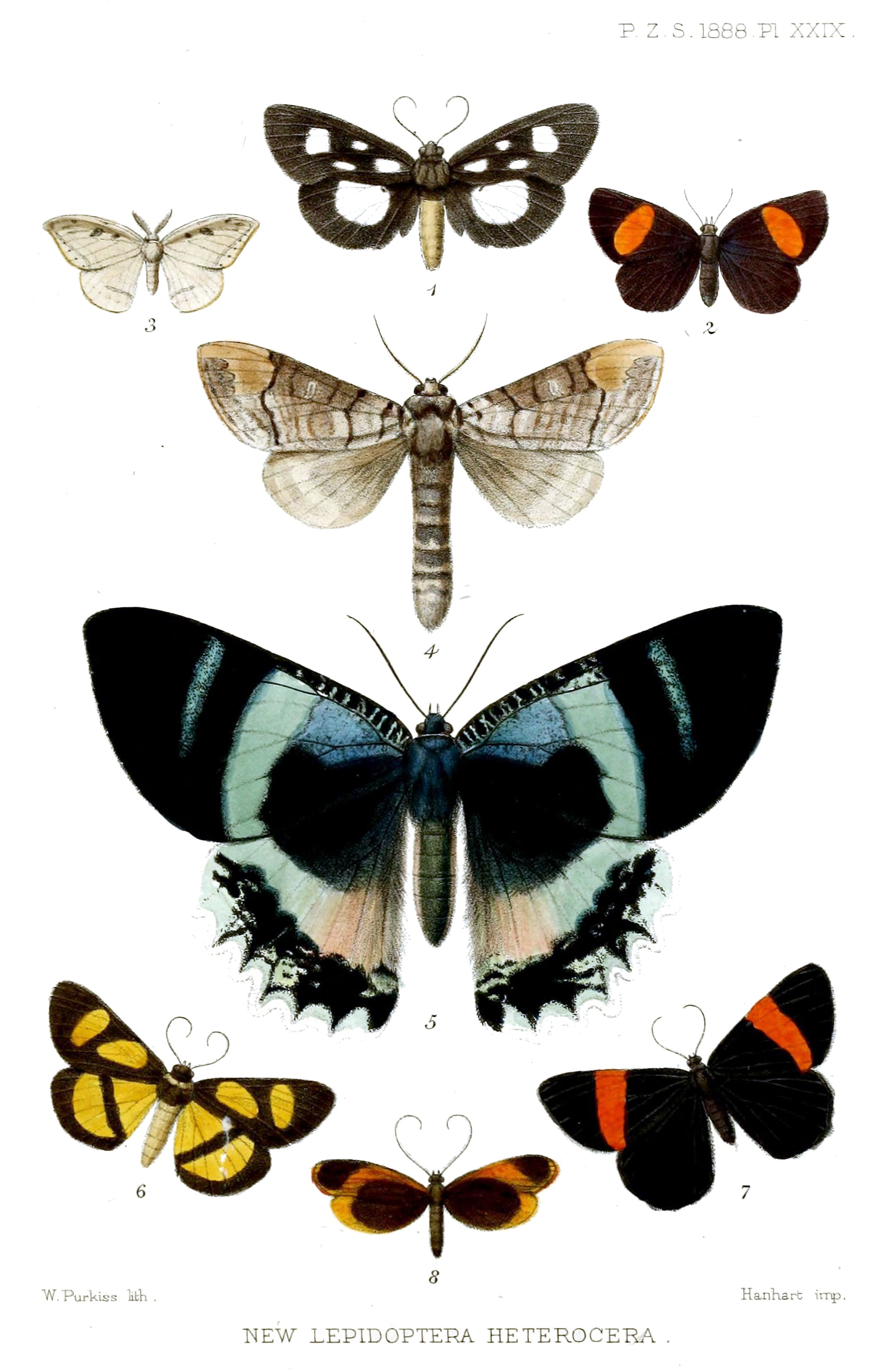
Callidula nenia (Callidulinae) 2: ♀
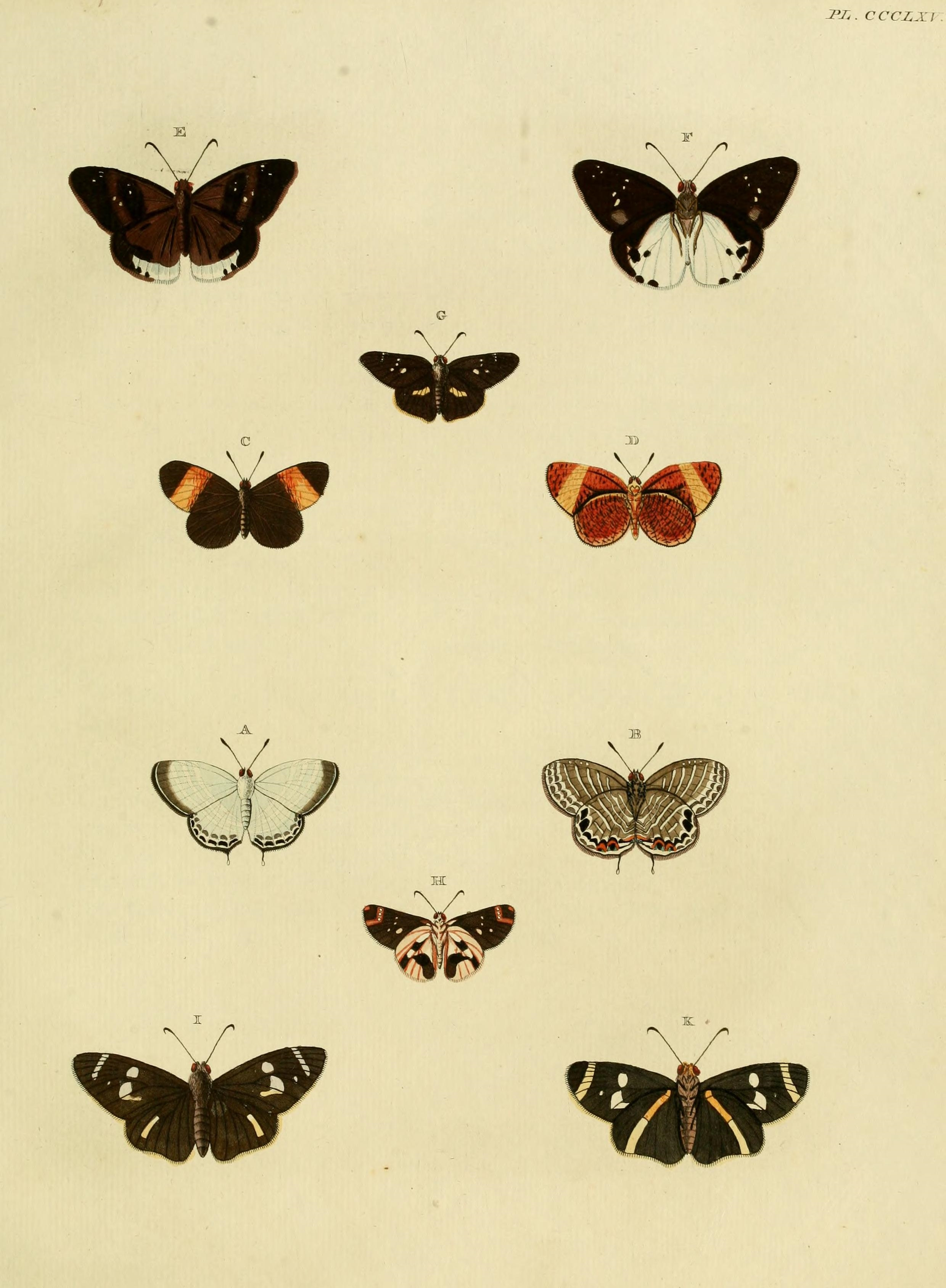
Callidula petavius (Callidulinae) C: recto; D: verso
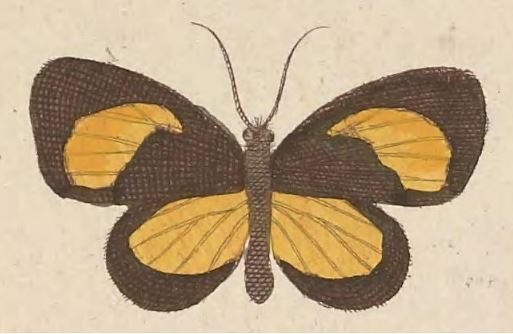
Callidula plioxantha (Callidulinae)
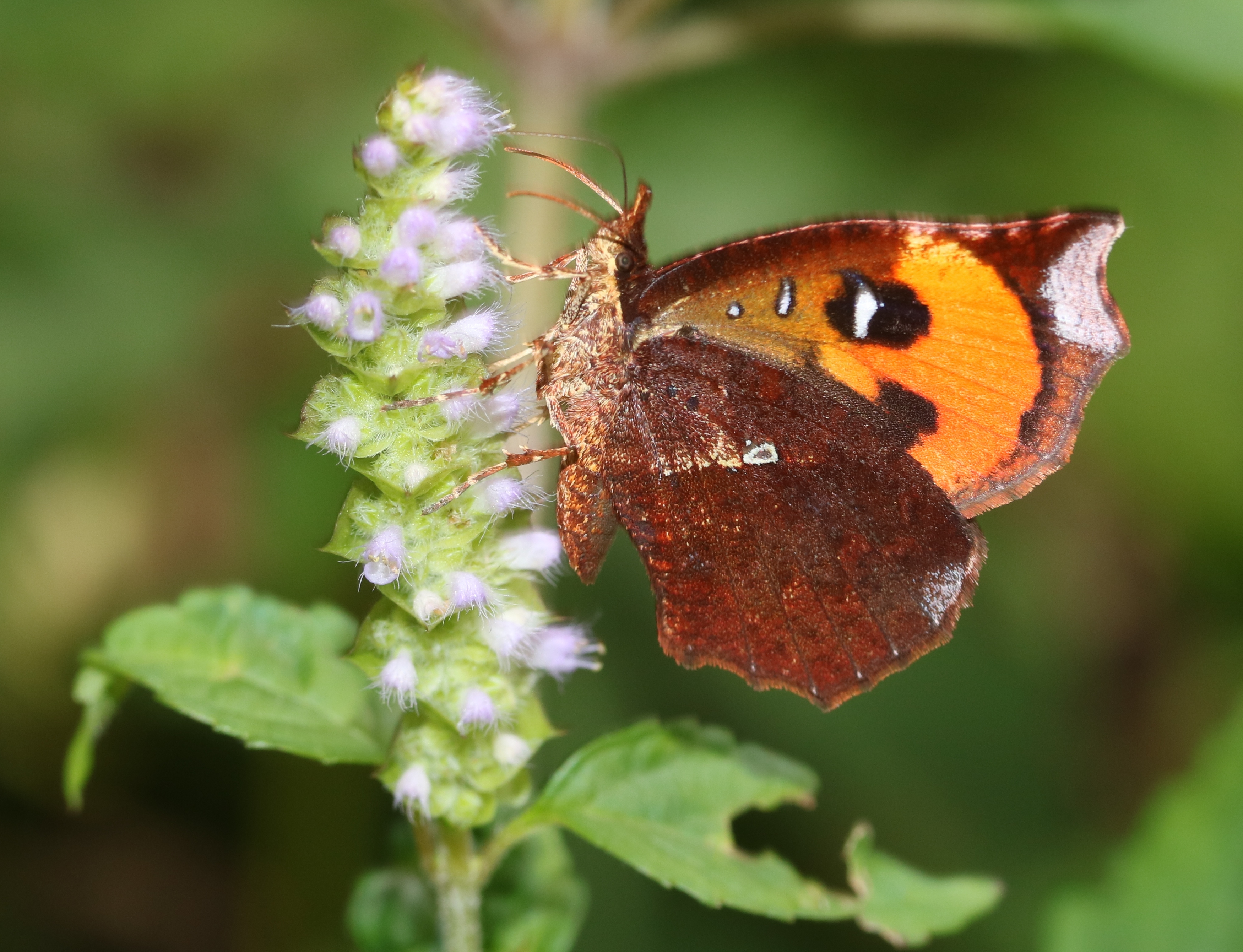
Pterodecta felderi (Callidulinae)
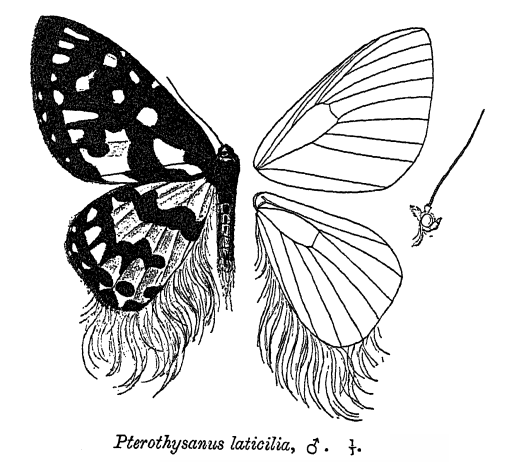
Pterothysanus laticilia (Pterothysaninae)
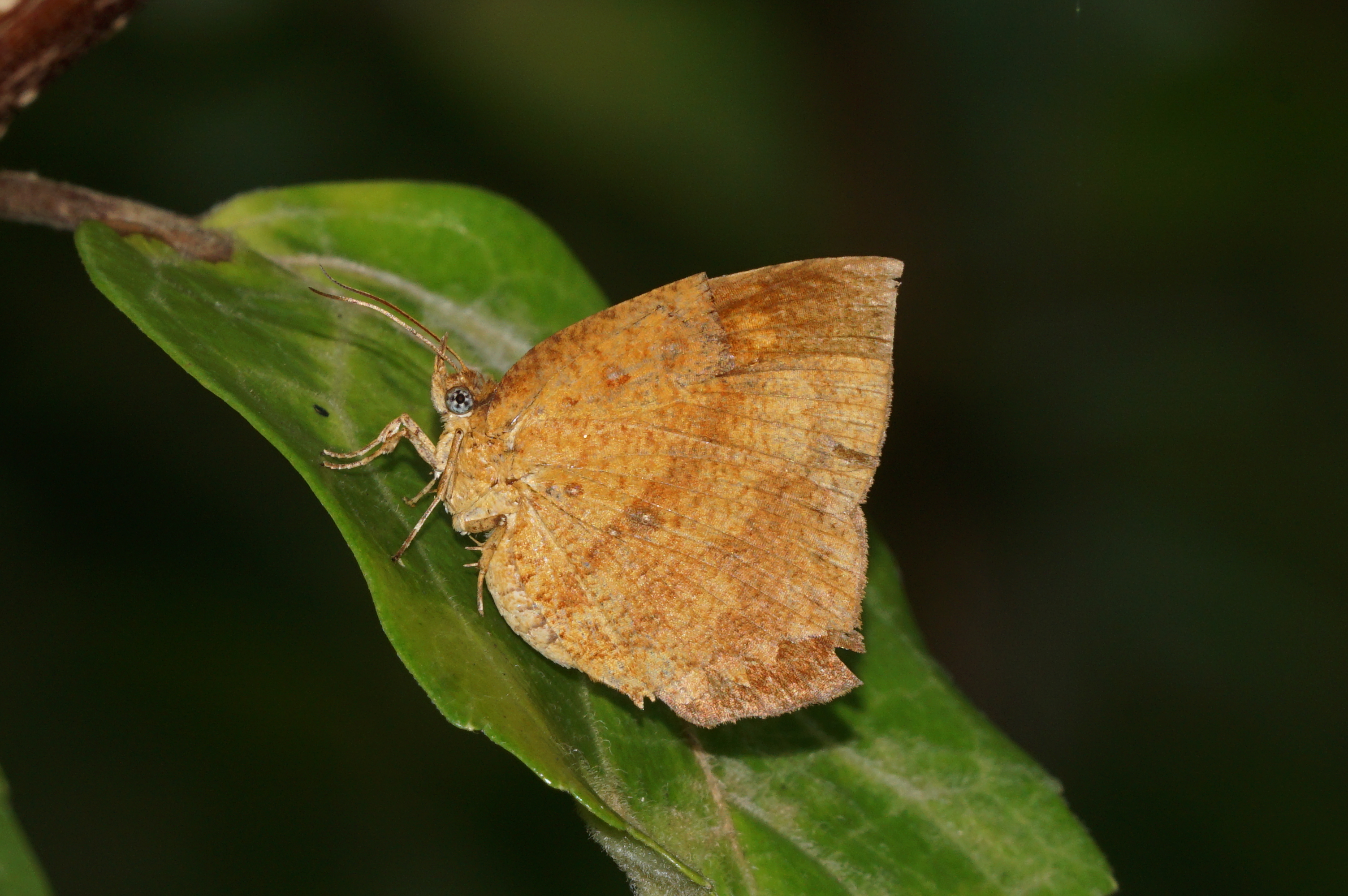
Tetragonus catamitus (Callidulinae)

## Conservazione
Nessuna specie appartenente a questa famiglia è stata inserita nella Lista rossa IUCN.

### Testi
- (EN) Barlow, H. S., An Introduction to the Moths of South East Asia, d'Abrera, B., Kuala Lumpur and Faringdon, U.K., The Malayan Nature Society and E.W. Classey, 1982,  pp. x+305; 50 pls, ISBN 9780860960188, OCLC 252308130.
- (EN) Capinera, J. L. (Ed.), Encyclopedia of Entomology, 4 voll., 2nd Ed., Dordrecht, Springer Science+Business Media B.V., 2008,  pp. lxiii + 4346, ISBN 978-1-4020-6242-1, LCCN 2008930112, OCLC 837039413.
- Castiglioni, L. & Mariotti, S., IL - Vocabolario della lingua latina, Brambilla, A. & Campagna, G., 30ª ristampa, Torino, Loescher, 1983  [1966],  p. 2493, ISBN 978-88-201-6657-1, LCCN 76485030, OCLC 848632390.
- (EN) Chapman, R. F., The insects: structure and function, 4ª edizione, Cambridge, Cambridge University Press, 1998,  pp. xvii, 770, ISBN 0-521-57048-4, LCCN 97035219, OCLC 37682660.
- (EN) Common, I. F. B., Moths of Australia, Slater, E. (fotografie), Carlton, Victoria, Melbourne University Press, 1990,  pp. vi, 535, 32 con tavv. a colori, ISBN 9780522843262, LCCN 89048654, OCLC 220444217.
- (DE) Geyer, C., Zuträge zur Sammlung exotischer Schmettlinge [sic]: bestehend in Bekundigung einzelner Fliegmuster neuer oder rarer nichteuropäischer Gattungen (PDF), Hübner, J., Vol. 4, Augusta, bey dem Verfasser zu finden, 1832  [1818-1837],  p. 17, DOI:10.5962/bhl.title.12439, ISBN non esistente, OCLC 19807810.
- (FR) Grassé, P.-P. (a cura di), Traité de Zoologie, fascicolo 10, Parigi, Masson, 1951,  pp. 174-448 + pls. 1-3, ISBN non esistente, LCCN 49002833, OCLC 11807259.
- (EN) Grimaldi, D. A.; Engel, M. S., Evolution of the insects, Cambridge [U.K.]; New York, Cambridge University Press, maggio 2005,  pp. xv + 755, ISBN 978-0-521-82149-0, LCCN 2004054605, OCLC 56057971.
- (EN) Hampson, G. F., Family Pterothysanidae (PDF), in Blanford, W. T. (Ed.). The Fauna of British India, including Ceylon and Burma, Moths, vol. 1., Londra, Taylor & Francis, 1892,  pp. 430-432, DOI:10.5962/bhl.title.100745, ISBN non esistente, LCCN 01026626, OCLC 928803451.
- (DE) Hering, E. M., Familie: Pterothysanidae, in Seitz, A. (Ed.). Die Gross-Schmetterlinge der Erde, Vol. 10 - Die afrikanischen Spinner und Schwarmer, Stoccarda, A. Kernen, 1926,  pp. 123–125, tav. 19, ISBN non esistente, OCLC 488252732.
- (DE) Holloway, J. D.; Bradley, J. D. & Carter, D. J., Lepidoptera, in Betts, C. R. (Ed.). CIE Guides to Insects of importance to Man, Vol. I, Londra, CAB International Institute of Entomology & British Museum (Natural History), 1987,  pp. 1-262, ISBN 9780851986050, OCLC 180474624.
- (DE, LA) Hübner, J., Verzeichniss bekannter Schmettlinge (PDF), Augusta, Verfasser zu Finden, 1819  [1816-1826],  pp. 431+72, ISBN non esistente, LCCN 08022995, OCLC 24336897.
- (JA) Inoue, H., Check list of the Lepidoptera of Japan - Part 2: Alucitidae - Epicopeidae, Tokyo, Rikusuisha, 1955,  pp. 113-217, ISBN non esistente, OCLC 770706878.
- (EN) Janse, A. J. T., The Moths of South Africa, Vol. 1, Durban, E.P. & Commercial Printing Co., 1932,  pp. xi+376+15tavv., ISBN non esistente, LCCN 33031872, OCLC 163065842.
- (DE) Kobes, L. W. B., The Callidulidae of Sumatra, in Heterocera sumatrana, Vol. 6 - Limacodidae, Ratardidae, Callidulidae, Brahmaeidae, Lasiocampidae, Gottingen, Heterocera Sumatrana Society, 1990,  pp. 101-115, ISBN 9783925055096, OCLC 488100556.
- (EN) Kristensen, N. P. (Ed.), Handbuch der Zoologie / Handbook of Zoology, Band 4: Arthropoda - 2. Hälfte: Insecta - Lepidoptera, moths and butterflies, Kükenthal, W. (Ed.), Fischer, M. (Scientific Ed.), Teilband/Part 35: Volume 1: Evolution, systematics, and biogeography, ristampa 2013, Berlino, New York, Walter de Gruyter, 1999  [1998],  pp. x, 491, ISBN 978-3-11-015704-8, OCLC 174380917.
- (EN, JA) Nagano, K., Life-history of some Japanese Lepidoptera containing new genera and species, collana Bulletin of the Nawa Entomological Laboratory, Vol. 1, Gifu, Nawa Entomological Laboratory, 1916,  pp. 1-27 + 9 tavv., ISBN non esistente, OCLC 13531989.
- (DE) Pagenstecher, A., Callidulidae, bearbeitet von dr. Arnold Pagenstecher - Mit 19 abbildungen (PDF), collana Das Tierreich, Vol. 17, Berlino, R. Friedländer und Sohn, 1902,  p. 21, DOI:10.5962/bhl.title.1237, ISBN non esistente, LCCN 06035713, OCLC 3623513.
- (EN) Parker, S. B. (Ed.), Synopsis and classification of living organisms, vol. 2, New York, McGraw-Hill, 1982,  p. 1119, ISBN 9780070790315, LCCN 81013653, OCLC 7732464.
- (EN) Scoble, M. J., The Lepidoptera: Form, Function and Diversity, seconda edizione, London, Oxford University Press & Natural History Museum, 2011  [1992],  pp. xi, 404, ISBN 978-0-19-854952-9, LCCN 92004297, OCLC 25282932.
- (EN) Seitz, A., Family: Callidulidae, in The Macrolepidoptera of the World, Vol. 10, Stoccarda, Verlag des Seitz'schen werkes (A. Kernen), 1924,  pp. 491-496, ISBN non esistente, LCCN unk82065024, OCLC 41184004.
- (EN, LA) Walker, F., List of the specimens of lepidopterous insects in the collection of the British Museum (PDF), collana Order of the Trustees, Vol. 2, Londra, 1854  [1854-66],  p. 401, DOI:10.5962/bhl.title.58221, ISBN non esistente, OCLC 9610924.
- (ZH) Wang, H. Y., Illustrations of day-flying moths in Taiwan, Taipei, Taiwan Museum, 1993,  p. 105, ISBN 9789575313043, OCLC 488206514.
- (EN) Yen, S. H. & Wu, S., Biota Taiwanica / Hexapoda: Lepidoptera, Calliduloidea, Callidulidae, Callidulinae (PDF), Kaohsiung, National Sun Yat-Sen University, 2009,  p. 24, ISBN 9789579014397, OCLC 765856971.